# Système cardiorespiratoire
L'appareil cardiorespiratoire ou système cardiorespiratoire est un appareil permettant les échanges d'oxygène et de gaz carbonique entre l'air ambiant d'une part, et l'ensemble des cellules des différents organes du corps humain d'autre part. Il se compose de deux appareils séparés :
- l'appareil respiratoire, qui fait circuler l'air jusqu'aux alvéoles pulmonaires, lieux d'échange des gaz respiratoires ;
- l'appareil cardiovasculaire, qui fait circuler le sang dans tout l'organisme, notamment entre les alvéoles pulmonaires et l'ensemble des cellules.